# Francis Bernard (3e comte de Bandon)
Pour les articles homonymes, voir Francis Bernard et Bernard.

Francis Bernard, 3e comte de Bandon (3 janvier 1810 - 17 février 1877) titré « vicomte Bernard » (entre 1830 et 1856) est un homme politique et pair anglo-irlandais.

## Biographie
Né à Grosvenor Street, Londres, il est le fils de James Bernard, et de Mary Susan Albinia, fille aînée de Charles Brodrick, archevêque de Cashel. Bernard fait ses études à l'Oriel College, à Oxford, où il obtient un baccalauréat ès arts en 1830 et une maîtrise ès arts quatre ans après. 
Bernard entre à la Chambre des communes britannique en janvier 1831, siégeant pour Bandon, la même circonscription que son père a représentée auparavant, jusqu'en juillet. Il y est réélu de 1842 à 1856, date à laquelle il succède à son père comme comte. Deux ans plus tard, Bernard est élu pair irlandais. En 1874, il est nommé lord-lieutenant de Cork, poste qu'il occupe jusqu'à sa mort en 1877. 

## Famille
Il épouse, le 16 août 1832, Catherine Mary Whitmore (1811-1873), fille de Thomas Whitmore et de Mary Foley. Ils ont sept enfants.
- Mary Catherine Henrietta Bernard (2 août 1837 - 10 janvier 1920) épouse Richard William Aldworth (31 janvier 1825 - 4 février 1899), sans descendance ;
- Louisa Albinia Bernard (10 avril 1841 - 25 septembre 1928), célibataire, sans enfants ;
- Charlotte Esther Emily Bernard (5 avril 1843 - 13 juillet 1834), célibataire, sans enfants ;
- Emma Harriet Bernard (26 octobre 1844 - 18 octobre 1929), célibataire, sans enfants ;
- Adelaide Mary Lucy Bernard (2 septembre 1846 - 29 septembre 1884) épouse Sir Henry Monson de la Poer Beresford-Peirse, 3e baronnet de Bagnall (25 septembre 1850 - 8 juillet 1926), dont descendance ;
- James Bernard, 4e comte de Bandon (12 septembre 1850 - 18 mai 1924) épouse Georgiana Dorothea Harriet Evans-Freke (3 novembre 1853 - 29 juin 1942), sans descendance ;
- Kathleen Frances Bernard (14 novembre 1853 - 22 février 1921) épouse Alfred William George Gaussen (1855 - 6 avril 1910), dont descendance.